# Úrvalsdeild Karla 1931
La Úrvalsdeild Karla 1931 fue la 20.ª edición del campeonato de fútbol islandés. El campeón fue el KR, que ganó su séptimo título. 

## Tabla de posiciones
| # | Equipo           | PJ | PG | PE | PP | GF | GC | DG  | Pts |
| - | ---------------- | -- | -- | -- | -- | -- | -- | --- | --- |
| 1 | KR Reykjavik (C) | 3  | 3  | 0  | 0  | 13 | 1  | +12 | 6   |
| 2 | Valur Reykjavik  | 3  | 2  | 0  | 1  | 6  | 3  | +3  | 4   |
| 3 | Víkingur         | 3  | 1  | 0  | 2  | 4  | 11 | -7  | 2   |
| 4 | Fram Reykjavik   | 3  | 0  | 0  | 3  | 3  | 11 | -8  | 0   |

PJ = Partidos jugados; PG = Partidos ganados; PE = Partidos empatados; PP = Partidos perdidos; GF = Goles a favor; GC = Goles en contra; DG = Diferencia de gol; Pts = Puntos
| (C) Campeón |